# Morti nel 1965/Maggio
| Questa pagina contiene informazioni ricavate automaticamente dalle voci biografiche con l'ausilio del template Bio e di un bot. L'aggiornamento è periodico e automatico e ricostruisce completamente la pagina. Se manca una persona in questa lista, sei pregato di non aggiungerla, ma accertati piuttosto che la sua voce biografica contenga il template Bio e che i dati anagrafici siano correttamente compilati. Se il template Bio manca, inseriscilo tu stesso o, in alternativa, metti l'avviso {{tmp\|Bio}} che ne segnala la mancanza. Se i dati riportati sono sbagliati, correggi direttamente la voce biografica; le modifiche saranno visibili in questa lista entro pochi giorni. Per chiarimenti vedi il progetto biografie. La lista contiene solo le 83 persone che sono citate nell'enciclopedia e per le quali è stato implementato correttamente il template Bio. Pagina aggiornata al 3 mar 2024. |

- 1º maggio - June Elvidge, attrice statunitense (n. 1893)
- 1º maggio - Spike Jones, musicista, attore e comico statunitense (n. 1911)
- 2 maggio - Olindo Preziosi, politico italiano (n. 1902)
- 2 maggio - Julianus Wagemans, ginnasta belga (n. 1890)
- 3 maggio - Alajos Keserű, pallanuotista ungherese (n. 1905)
- 3 maggio - Árpád Szakasits, politico e esperantista ungherese (n. 1888)
- 4 maggio - Violet Radcliffe, attrice statunitense (n. 1904)
- 4 maggio - Guido Salvini, regista e scenografo italiano (n. 1893)
- 5 maggio - Mario Buccellati, orafo, gioielliere e imprenditore italiano (n. 1891)
- 5 maggio - Archie MacDonald, lottatore britannico (n. 1895)
- 5 maggio - John Waters, regista statunitense (n. 1893)
- 6 maggio - Vittorina Benvenuti, attrice italiana (n. 1884)
- 6 maggio - Giulio Bevilacqua, cardinale e arcivescovo cattolico italiano (n. 1881)
- 6 maggio - Jim Krebs, cestista statunitense (n. 1935)
- 6 maggio - Oren E. Long, politico statunitense (n. 1889)
- 6 maggio - Giovanni Attilio Pozzo, imprenditore e politico italiano (n. 1876)
- 6 maggio - Edward Spencer, marciatore britannico (n. 1881)
- 7 maggio - Paolina Olga di Württemberg, principessa (n. 1877)
- 7 maggio - Charles Sheeler, pittore e fotografo statunitense (n. 1883)
- 8 maggio - Wally Hardinge, calciatore, allenatore di calcio e crickettista inglese (n. 1886)
- 8 maggio - Alberto Martini, storico dell'arte italiano (n. 1931)
- 8 maggio - Elliott O'Donnell, scrittore britannico (n. 1872)
- 8 maggio - Roberto Pagnani, collezionista d'arte italiano (n. 1914)
- 8 maggio - Pёtr Popov, allenatore di calcio e calciatore sovietico (n. 1898)
- 9 maggio - Leopold Figl, politico austriaco (n. 1902)
- 9 maggio - Dorothy Greenhough-Smith, pattinatrice artistica su ghiaccio britannica (n. 1882)
- 9 maggio - Torsten Hammarström, diplomatico svedese (n. 1896)
- 9 maggio - Ernesto de Martino, antropologo, storico delle religioni e filosofo italiano (n. 1908)
- 9 maggio - Giovanni Varasi, calciatore italiano (n. 1903)
- 10 maggio - Louis Chaudet, regista e sceneggiatore statunitense (n. 1884)
- 10 maggio - William Petersson, lunghista e velocista svedese (n. 1895)
- 10 maggio - Jean Rodier, nuotatore e pallanuotista francese (n. 1891)
- 11 maggio - Giorgio Agnelli, imprenditore italiano (n. 1929)
- 11 maggio - Salvatore Cabella, nuotatore e pallanuotista italiano (n. 1896)
- 12 maggio - Vincenzo Di Nanna, ingegnere e politico italiano (n. 1896)
- 12 maggio - Pic Günthardt, calciatore svizzero (n. 1885)
- 12 maggio - Carlos Scarone, calciatore uruguaiano (n. 1888)
- 12 maggio - Roger Vailland, giornalista e scrittore francese (n. 1907)
- 13 maggio - Sida Košutić, scrittrice, poetessa e drammaturga austro-ungarica (n. 1902)
- 13 maggio - Yitzchok Isaac Krasilschikov, rabbino e religioso russo (n. 1888)
- 14 maggio - Frances Perkins, politica statunitense (n. 1880)
- 15 maggio - Hans Beyer, ginnasta norvegese (n. 1889)
- 15 maggio - Cesare Colliva, avvocato e politico italiano (n. 1888)
- 15 maggio - Pio Pion, imprenditore italiano (n. 1887)
- 16 maggio - Mary Breckinridge, infermiera statunitense (n. 1881)
- 16 maggio - János Földessy, allenatore di calcio ungherese (n. 1888)
- 17 maggio - Alessandro Schiavi, giornalista, scrittore e sociologo italiano (n. 1872)
- 17 maggio - Michele Vocino, politico italiano (n. 1881)
- 18 maggio - Eli Cohen, agente segreto israeliano (n. 1924)
- 18 maggio - Paul Finet, politico e sindacalista belga (n. 1897)
- 19 maggio - Erik Abrahamsson, lunghista e hockeista su ghiaccio svedese (n. 1898)
- 19 maggio - Maria Dąbrowska, scrittrice polacca (n. 1889)
- 20 maggio - Edgar Barth, pilota automobilistico tedesco (n. 1917)
- 20 maggio - Charles Camoin, pittore francese (n. 1879)
- 20 maggio - Adevildo De Marchi, calciatore italiano (n. 1894)
- 20 maggio - Amos Edallo, architetto, urbanista e scultore italiano (n. 1908)
- 20 maggio - Riccardo Francalancia, pittore italiano (n. 1886)
- 20 maggio - Vincent Martínez Català, calciatore spagnolo (n. 1916)
- 20 maggio - Kristian Middelboe, calciatore danese (n. 1881)
- 20 maggio - Walter Percy Day, pittore e effettista britannico (n. 1878)
- 20 maggio - Maximilian Wancura, calciatore austriaco (n. 1885)
- 21 maggio - Dionigi Buzy, presbitero e scrittore francese (n. 1883)
- 21 maggio - Geoffrey de Havilland, aviatore e pioniere dell'aviazione britannico (n. 1882)
- 21 maggio - Vladimir Ratomskij, attore sovietico (n. 1891)
- 22 maggio - Heinrich Barth, filosofo svizzero (n. 1890)
- 23 maggio - Rosina Anselmi, attrice italiana (n. 1876)
- 23 maggio - Gladys Davies, schermitrice britannica (n. 1893)
- 23 maggio - Isabella Patricola, cantante e attrice teatrale statunitense (n. 1886)
- 23 maggio - David Smith, scultore statunitense (n. 1906)
- 24 maggio - Hans Jüttner, generale tedesco (n. 1894)
- 24 maggio - Lucien Levy, ingegnere elettrico francese (n. 1892)
- 24 maggio - Sonny Boy Williamson II, cantante e compositore statunitense (n. 1908)
- 25 maggio - Maurice Brocco, ciclista su strada e pistard francese (n. 1885)
- 25 maggio - Faxon M. Dean, direttore della fotografia statunitense (n. 1890)
- 25 maggio - Joseph Grew, diplomatico statunitense (n. 1880)
- 26 maggio - Franz Becker, calciatore tedesco (n. 1918)
- 27 maggio - Antonio Ligabue, pittore e scultore italiano (n. 1899)
- 28 maggio - Vladimir Rostislavovič Gardin, regista e attore russo (n. 1877)
- 28 maggio - Lydia Roberts, nutrizionista statunitense (n. 1879)
- 29 maggio - Geronimo, cantante italiano (n. 1943)
- 29 maggio - Léon Kochnitzky, musicologo e letterato belga (n. 1892)
- 30 maggio - Louis Trolle Hjelmslev, linguista e glottologo danese (n. 1899)
- 30 maggio - Ramón Torras, pilota motociclistico spagnolo (n. 1942)